# Palác sovětů

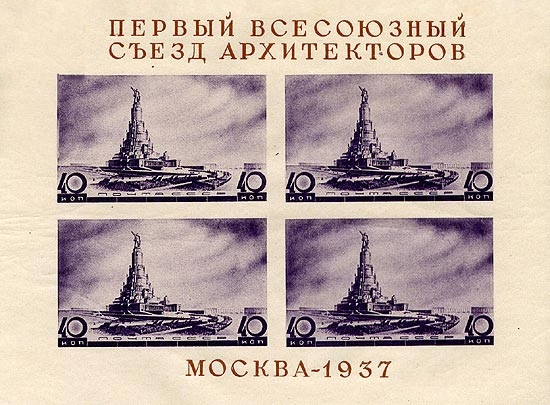
Známka z roku 1937 s konečným návrhem Paláce sovětů

Palác sovětů (rusky Дворец Советов) byl nedokončený sovětský architektonický projekt gigantické administrativní budovy v Moskvě. Jeho výstavba začala v roce 1937, ale byla přerušena druhou světovou válkou v roce 1941 a nikdy nebyla obnovena. Autorem projektu byl Boris Iofan.

## Vznik myšlenky
Myšlenku na vybudování velké budovy sovětů, postavené na místě paláců dříve vlastněných bankéři, panovníky a cary přednesl už v prosinci 1922 Sergej Kirov, na Sjezdu Sovětů, na kterém byl založen Sovětský svaz. Brzy svou myšlenku rozšířil – domníval se, že je potřeba ještě mohutnější stavbu, která by sloužila i jako symbol pro celý evropský proletariát.
Když v roce 1924 zemřel Vladimír Iljič Lenin, odstartovala stavba provizorního Leninova mauzolea kampaň budování Leninových pomníků po celé zemi. Tehdy student architektury Viktor Balichin navrhl umístění obří sochy Lenina na sídlo Kominterny na místě katedrály Krista Spasitele. Tato idea později ožila v Iofanově návrhu.

## Demolice Chrámu Krista Spasitele
Sjezd komunistické strany rozhodl o demolici katedrály Krista Spasitele 2. června 1931. 18. června začal probíhat soupis jeho inventáře, z něhož byla jen menší část uschována na státní náklady nebo náklady Donského kláštera v Moskvě, většina byla zničena. V srpnu proběhla demolice budovy. Úklid trosek trval déle než rok.

## Architektonické soutěže

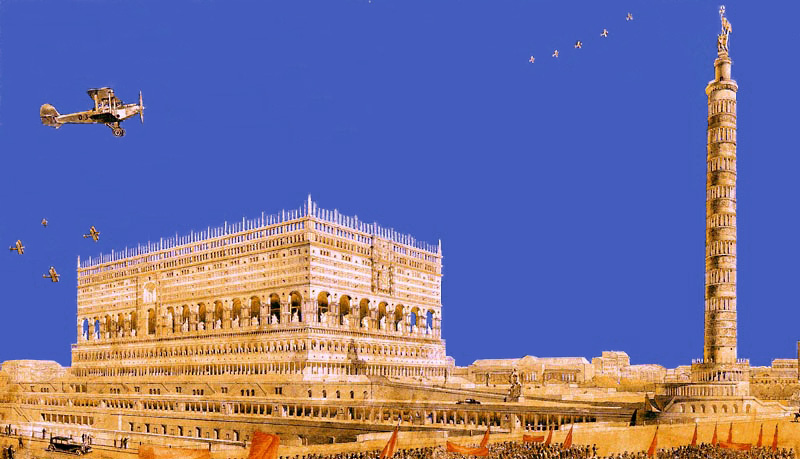
Šukův neorenesanční návrh zaslaný do soutěže o Palác sovětů v roce 1932

První architektonická soutěž, vyhlášená v květnu 1931 nepřinesla žádného vítěze; osloveno v ní bylo 15 projekčních kanceláří. Druhá, veřejná architektonická soutěž byla vyhlášena v červnu 1931. Celkem bylo přijato 272 návrhů, z nich 160 architektonických návrhů, 136 ze Sovětského svazu a 24 ze zahraničí. Zúčastnily se i významné osobnosti evropské architektury jako Le Corbusier, Joseph Urban, Walter Gropius a další. Americké návrhy koordinoval Albert Kahn. Soutěž vyhodnocovala formální komise odborníků, časopis Time ji ale charakterizoval jako komisi, jejímž nejdůležitějším členem byl diktátor Stalin.
Jury nevyhlásila jednoho vítěze, ale vybrala tři nejlepší návrhy Borise Iofana, Ivana Žoltovského a 28letého britského architekta z New Jersey Hectora Hamiltona.
Všichni tři architekti se před konečným verdiktem odvrátili od avantgardy k neoklasicismu či eklekticismu. Takové „reakcionářské“ rozhodnutí vedlo k ostré kritice mezi evropskými avantgardními architekty. Le Corbusier a předseda CIAM Siegfried Giedion se obrátili na Stalina se slovy: „Rozhodnutí rady je přímým útokem na duch Revoluce a Pětiletého plánu … Jak tragická zrada!“.

## Rozhodnutí
Mezinárodní soutěž nakonec byla prodloužena o další dvě uzavřená kola. Třetí soutěž mezi březnem a červencem 1932 přilákala patnáct týmů návrhářů, čtvrtá na přelomu roku 1932 a 1933 pouze pět. K Iofanovu týmu se připojili architekti Vladimir Šuko a Vladimir Geľfreich a jejich plány vešly ve známost jako Iofan-Šuko-Geľfreichův návrh.
Stalin napsal 7. srpna 1932 dopis Kaganovičovi, Molotovovi a Vorošilovovi, ve kterém zřetelně označil Iofanův návrh jako nejlepší a navrhl následující změny:
- Naklonit hlavní věž kupředu jako sloup (podobně, jak udělal Iofan ve svém prvním návrhu)
- Postavit ji do výše Eiffelovy věže nebo ještě vyšší
- Korunovat ji jasně osvětleným srpem a kladivem
- Na čelo budovy postavit pomníky Lenina, Marxe a Engelse.[10]

## Plány Iofana, Šuka a Geľfrejcha
Původní Iofanův návrh měl na vrcholku poměrně malou sochu Svobodného proletáře. V srpnu 1932, jak dosvědčuje i Stalinův dopis, musel změnit návrh. Po čtvrté soutěži výška věže narostla a na její vrchol byla umístěna socha Lenina. Byla to odpověď na Stalinův projev, v němž prohlásil: „Palác sovětů musíme vidět jako památník Lenina. Proto se nebojte výšky, snažte se o ni.“ Výška budovy se postupně zvýšila z 260 metrů na 415 metrů, čímž se měla stát nejvyšší budovou světa (tehdy rekordní Empire State Building měřila jen 381 m). Hlavní sál s kapacitou 21 tisíc míst byl 100 metrů vysoký a měl 160 metrů v průměru, tzv. Malý sál ve východním křídle měl jen 6 tisíc míst.
Projekt byl zveřejněn v březnu 1934. Později byla vytvořena podoba Leninovy sochy.

## Výstavba

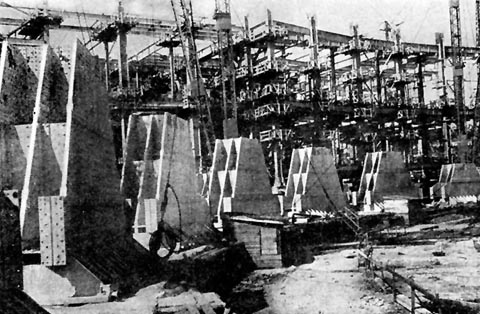
Budování nejnižších poschodí Paláce sovětů v roce 1940

Základy byly vybudovány v roce 1939. Do základové jámy byly zapuštěny ocelové sloupy a betonové desky, které měly nést sloupy hlavního sálu. Do června 1941 byl vztyčen ocelový rám pro nejnižší poschodí. V letech 1941–1942 ale byl odstraněn a ocel použita na výstavbu opevnění Moskvy a železničních mostů. Základová jáma pak byla opuštěná a zatopená vodou až do roku 1958, ale dobře strážena.
Mezitím Iofanův tým, přestěhovaný do Sverdlovsku, dokončoval podobu budovy. Po válce Iofan přišel s novou výzdobou interiéru, do které zabudoval témata vítězství. Interiéry byly vyzdobeny motivy Řádu vítězství. Návrhy ale už nebyly použity, stavba nikdy nebyla obnovena. Iofan se zúčastnil i soutěže o budovu Lomonosovovy univerzity, jednoho z moskevských mrakodrapů, ale neuspěl. Přesto návrhy většiny moskevských architektů navazovaly na stavbu Paláce sovětů, jako kdyby existoval. Například mapa rozmístění moskevských mrakodrapů z roku 1947 zobrazuje Palác na ústředním místě.

## Význam

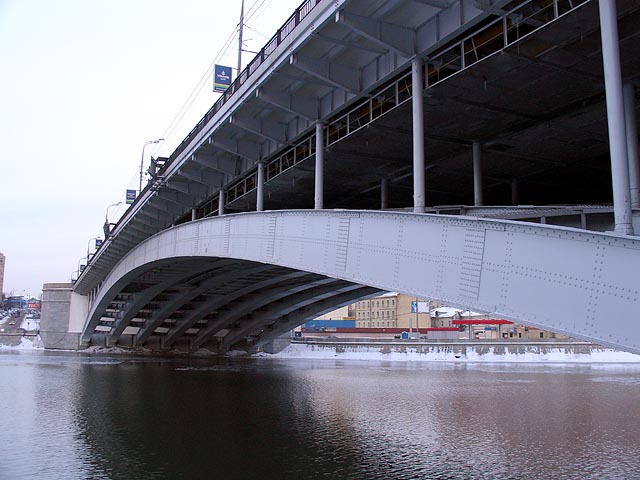
Velký krasnocholmský most v Moskvě, postavený z oceli DS

Projekt Paláce sovětů vedl k vyvinutí některých nových stavebních technologií, například rodině konstrukčních ocelí DS (DS z ruského názvu pro Palác sovětů). Byly použity při výstavbě moskevských mostů ze 30. let 20. století a staveb kanálu spojujícího řeku Moskvu s Volhou. Blízká stanice metra Kropotkinskaja se jmenovala až do roku 1957 Palác sovětů.
Palác sovětů se od okamžiku zveřejnění návrhů stal významným symbolem v sovětském propagandistickém výtvarnictví (např. v obrazech Aleksandra Dejneky).

## Zánik myšlenky a současná podoba místa
V letech 1958–1960 byly základy vyčištěny a základová jáma byla využita pro vybudování unikátního otevřeného bazénu Moskva. Kruhové koupaliště mělo průměr 129,5 metru.
V letech 1995–2000 byla na jeho místě znovuobnovena výpravná budova katedrály Krista Spasitele.